# Безделов, Анатолий Павлович
Анатолий Павлович Безделов (род. 14 января 1940) — советский легкоатлет, специалист по бегу на длинные дистанции и кроссу. Выступал за сборную СССР по лёгкой атлетике в 1960-х годах, чемпион СССР, победитель первенств всесоюзного и всероссийского значения, призёр ряда крупных международных стартов. Представлял Московскую область и физкультурно-спортивное общество «Динамо». Мастер спорта СССР международного класса. Также известен как инструктор по спорту и спортивный судья. Заслуженный работник физической культуры Российской Федерации.

## Биография
Анатолий Безделов родился 14 января 1940 года. Занимался лёгкой атлетикой в Жуковском, выступал за Московскую область и физкультурно-спортивное общество «Динамо».
Первых серьёзных успехов добился в сезоне 1965 года, когда выиграл бронзовые медали в беге на 10 000 метров на всесоюзных соревнованиях в Киеве и в беге на 5000 метров на международном старте в чехословацком Пардубице. На чемпионате СССР в Алма-Ате в дисциплине 10 000 метров финишировал четвёртым.
В 1966 году в составе советской сборной стал пятым в беге на 3000 метров на международных соревнованиях в Стокгольме, позднее победил на дистанции 5000 метров в Карлстаде и на дистанции 10 000 метров в Нижнем Тагиле.
В 1967 году выиграл серебряную медаль в дисциплине 14 км на чемпионате СССР по кроссу в Ессентуках. Помимо этого, занял пятое место в дисциплине 5000 метров на Мемориале братьев Знаменских в Москве и в дисциплине 10 000 метров на чемпионате страны в рамках IV летней Спартакиады народов СССР в Москве. Во втором случае установил свой личный рекорд — 28:43.6.
В 1968 году одержал победу на дистанции 14 км на чемпионате СССР по кроссу в Ессентуках.
В 1969 году в беге на 10 000 метров был шестым на Мемориале братьев Знаменских в Москве и восьмым на чемпионате СССР в Киеве.
В 1970 году в дисциплине 12 км взял бронзу на чемпионате СССР по кроссу в Кисловодске. Кроме того, стал третьим беге на 5000 метров на соревнованиях в Подольске, занял 13-е место в беге на 10 000 метров на Мемориале Знаменских в Киеве.
За выдающиеся спортивные достижения удостоен почётного звания «Мастер спорта СССР международного класса».
Впоследствии работал инструктором по спорту в спортивной школе «Метеор» в Жуковском, занимался организацией соревнований по лёгкой атлетике. Судья всероссийской категории. Заслуженный работник физической культуры Российской Федерации.